# Marian Bartosiński

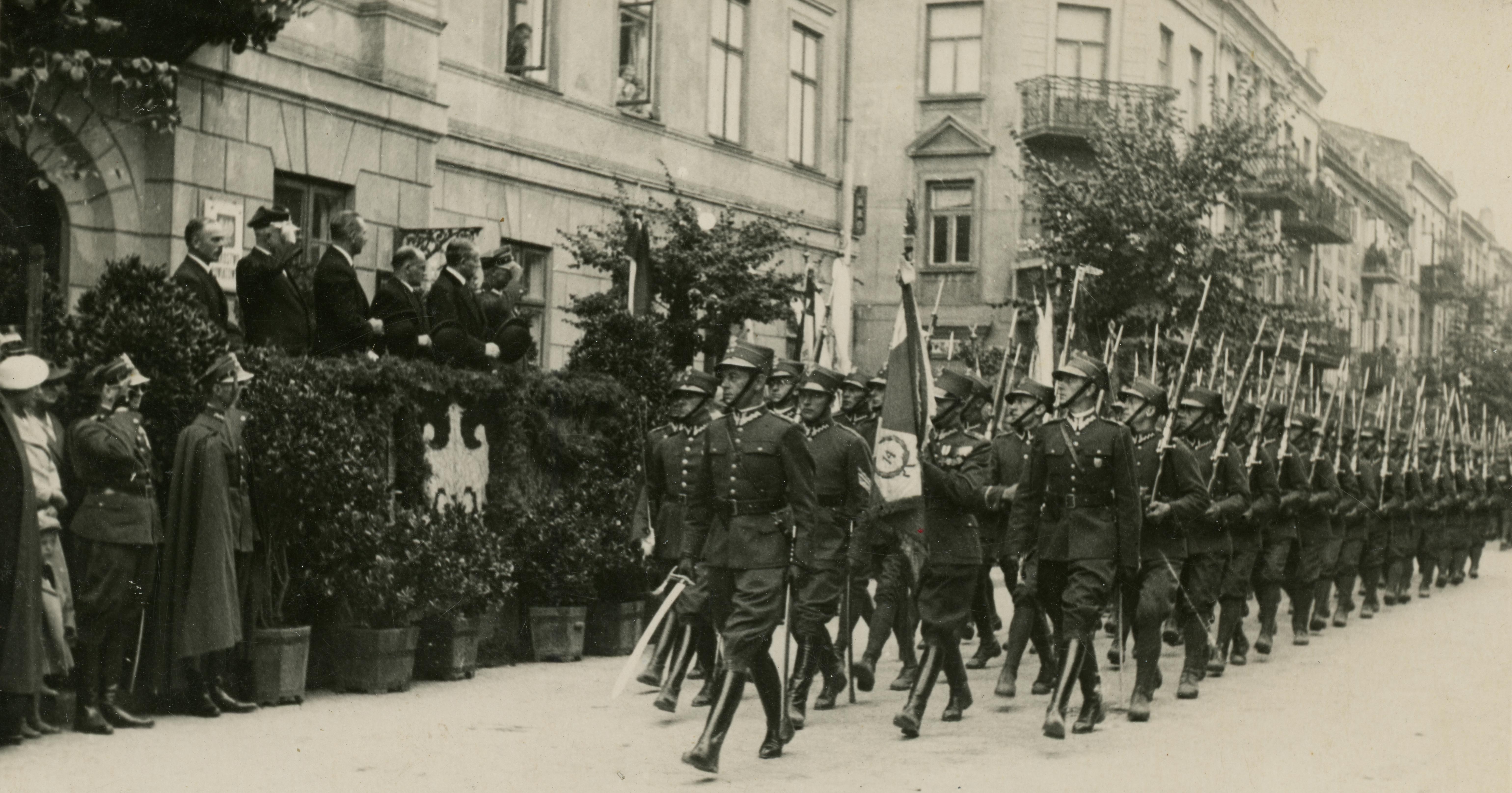
3 maja 1934 - defilada 14 pp ulicami Włocławka z okazji święta. Poczet sztandarowy prowadzi ppor. Marian Bartosiński (pierwszy oficer od prawej).

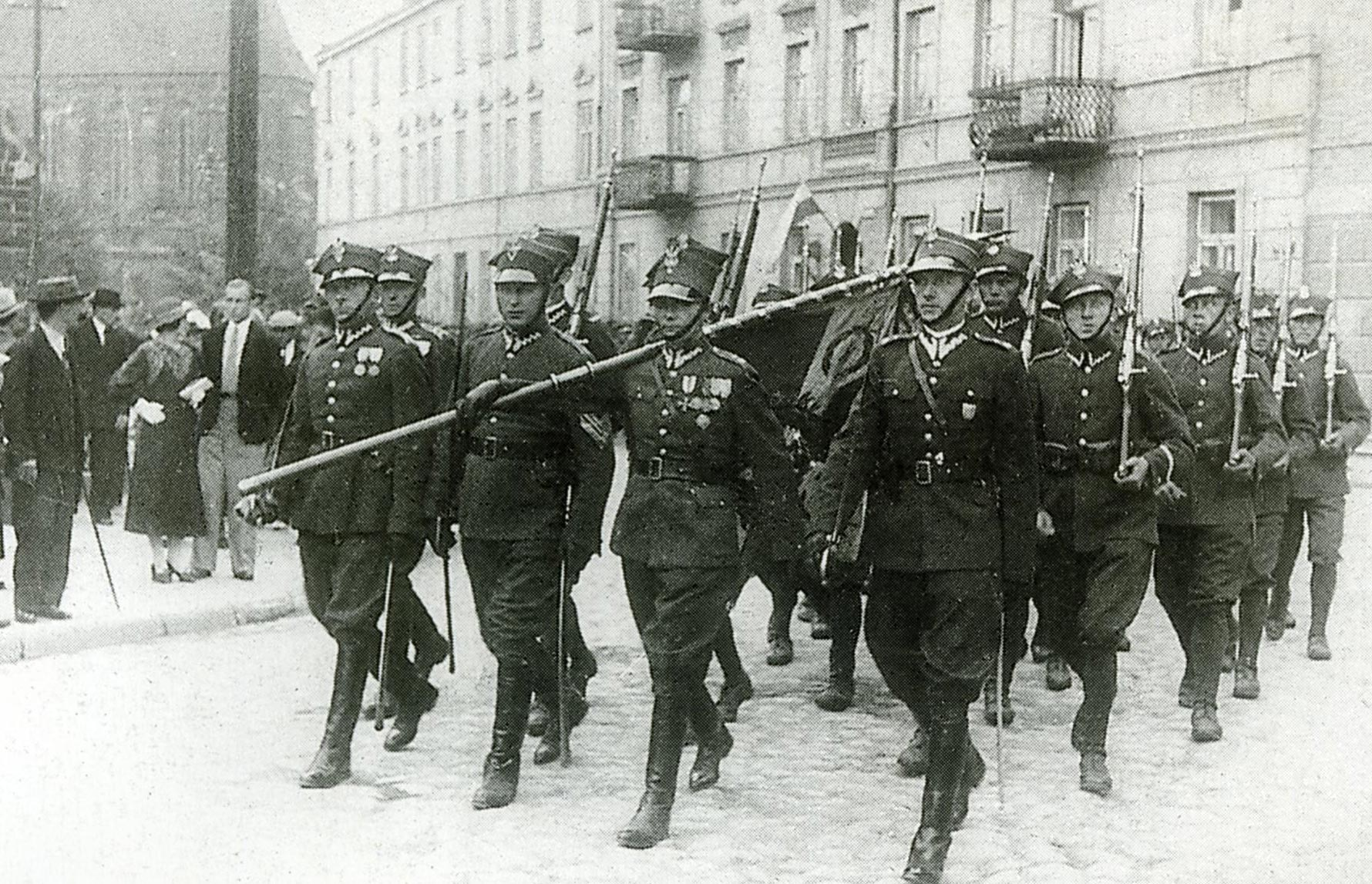
Sztandar 14 pp na ulicach Włocławka (połowa lat 30. XX w.). Poczet prowadzi ppor. Marian Bartosiński (z prawej).

Marian Leopold Marcin Bartosiński (ur. 13 maja 1908 w Wodzisławiu, zm. 29 października 1944) – porucznik broni pancernych Wojska Polskiego II RP, major broni pancernych Polskich Sił Zbrojnych, kawaler Krzyża Srebrnego Orderu Wojennego Virtuti Militari.

## Życiorys
Urodził się w Wodzisławiu, w powiecie jędrzejowskim ówczesnej guberni kieleckiej, jako syn Mariana Kazimierza (ur. 24 maja 1887 r.) i Marii Anny Szczurek (ur. 5 listopada 1875 r.).
W latach 1930–1933 ukończył Szkołę Podchorążych Piechoty w Ostrowi-Komorowie (10. Promocja im. gen. dyw. Kazimierza Fabrycego). Zarządzeniem Prezydenta Rzeczypospolitej Ignacego Mościckiego (opublikowanym w Dzienniku Personalnym Ministerstwa Spraw Wojskowych nr 9 z 1933 roku) mianowany został na stopień podporucznika w korpusie oficerów piechoty, ze starszeństwem z dniem 15 sierpnia 1933 roku i 13. lokatą. Zarządzeniem Ministra Spraw Wojskowych (podpisanym w zastępstwie przez gen. dyw Kazimierza Fabrycego) wcielony został do 14 pułku piechoty, stacjonującego we Włocławku. W pułku tym pełnił, między innymi, funkcje: młodszego oficera w 7 kompanii strzeleckiej w III batalionie oraz młodszego oficera w 5 kompanii strzeleckiej w II batalionie. Jako podporucznik 14 pułku piechoty zajmował na dzień 5 czerwca 1935 roku 11. lokatę w swoim starszeństwie (była to 130. lokata łączna wśród podporuczników korpusu piechoty). 
Awansowany do stopnia porucznika został ze starszeństwem z dniem 1 stycznia 1936 roku oraz 107. lokatą w korpusie oficerów piechoty. Na dzień 21 września 1936 r. dowodził 4 kompanią w II batalionie 14 pp. W marcu 1938 roku przebywał na kursie (kurs w Centrum Wyszkolenia Broni Pancernych trwający od 3 listopada 1937 r. do 12 sierpnia 1938 r.), zajmując w tym czasie stanowisko dowódcy plutonu w 3 kompanii strzeleckiej 14 pułku piechoty. Następnie przeniesiony został do korpusu oficerów broni pancernych. 
Na dzień 23 marca 1939 r. pełnił funkcję instruktora w kompanii szkolnej 4 batalionu pancernego, zajmując w tym czasie 8. lokatę wśród poruczników korpusu oficerów broni pancernych w swoim starszeństwie (starszeństwo z dniem 1 stycznia 1936 r.). 1 września 1939 r. piastował stanowisko dowódcy 1 plutonu w 92 samodzielnej kompanii czołgów rozpoznawczych, która mobilizowana była przez 4 batalion pancerny i walczyła w ramach Armii „Łódź”.
Uniknął niemieckiej niewoli i walczył w Polskich Siłach Zbrojnych. Na dzień 7 kwietnia 1944 r. w randze kapitana dowodził 2 szwadronem 1 pułku pancernego, następnie (12.08.1944 r.) objął stanowisko I zastępcy dowódcy tegoż pułku. W uznaniu wybitnych czynów bojowych i osobistego męstwa, wykazanych w pierwszym okresie walk 1 Dywizji Pancernej – na wschód od rzeki Dives, a w szczególności za boje pod Chambois w sierpniu 1944 r. – Naczelny Wódz odznaczył kapitana Bartosińskiego Orderem Wojennym Virtuti Militari kl. 5 (zarządzenie L.dz. 1040/GNW/44 z dnia 25 sierpnia 1944 r., nadanie ogłoszono w Dzienniku Personalnym Naczelnego Wodza i Ministra Obrony Narodowej Nr 4 z dnia 29 września 1944 r.). Rozkazem Naczelnego Wodza (L.dz. 2150/Tjn.Pers.44) z dniem 7 września 1944 r. został mianowany na stopień majora. W dalszym okresie swej służby nadal pełnił funkcję I zastępcy dowódcy 1 pułku pancernego, wchodzącego w skład 10 Brygady Kawalerii Pancernej w 1 Dywizji Pancernej gen. Stanisława Maczka. Poległ w dniu 29 października 1944 r. pod Ijpellar (dzielnica w gminie Breda). Początkowo pochowany na cmentarzu w Merksplas, obecnie spoczywa na Polskim Cmentarzu Wojennym w Lommel (Belgia). 

## Rodzina
Marian Bartosiński żonaty był z Danutą Bred-Sznajder (ur. 6 marca 1915, zm. 5 października 2004), z którą miał syna Andrzeja. Związek małżeński zawarli w dniu 27 września 1937 roku.

## Awanse
- podporucznik (15.8.1933)[13]
- porucznik (1.1.1936)[2]
- kapitan
- major (7.9.1944)[12]

## Ordery i odznaczenia
- Krzyż Srebrny Orderu Wojennego Virtuti Militari[12][14]
- Krzyż Walecznych – dwukrotnie (drugi raz pośmiertnie)[15]
- Military Cross (Krzyż Wojskowy) – odznaczenie brytyjskie (pośmiertnie)[16]
- Medal Wojska (pośmiertnie)[16]